# Arcturopsis rudis
Arcturopsis rudis är en kräftdjursart som beskrevs av Jean Baptiste François René Koehler 1911. Arcturopsis rudis ingår i släktet Arcturopsis och familjen Arcturidae. Inga underarter finns listade i Catalogue of Life.